# Statistica della superficie della Svizzera
La statistica della superficie fornisce, ogni 12 anni, informazioni sull'utilizzazione e sulla copertura del suolo in Svizzera sulla base di fotografie aeree dell'Ufficio federale di topografia (Swisstopo). Oltre alle statistiche, la statistica della superficie mette a disposizione anche geodati di base in scala ettometrica per i sistemi d’informazione geografica (SIT/GIS) della Confederazione, dei Cantoni, dei centri di ricerca e delle scuole universitarie. Infine, fornisce input per programmi nazionali e sistemi di indicatori.

## Basi legali
Le basi legali per la statistica della superficie sono costituite dagli articoli 65, 73, 75, 77, 104 della Costituzione federale, dall'articolo 3 della  sulla statistica federale, dal decreto del Consiglio federale del 17 febbraio 1982 e dall', stato 2004.

## Tipo di rilevazione
La statistica della superficie viene realizzata sotto forma di una rilevazione tramite punti campione sulla base di fotografie aeree dell'Ufficio federale di topografia. Vengono rilevati 4,1 milioni di punti campione a una distanza di 100 m l'uno dall'altro.

## Caratteristiche rilevate
La rilevazione copre la superficie totale della Svizzera, ai livelli Paese, Cantoni, distretti, Comuni, ettari, unità geografiche scelte. Le caratteristiche rilevate sono ripartite in 72 categorie relative all'utilizzazione e alla copertura del suolo nei settori dell'insediamento (aree edificate e aree industriali, superfici del traffico, zone di riposo, cave, discariche, cantieri), dell'agricoltura (terreni coltivi, prati, pascoli, frutticoltura, viticoltura, orticoltura), delle superfici boscate (bosco, bosco arbustivo, boschetti), delle superfici improduttive (corsi d'acqua, vegetazione improduttiva, rocce, sabbia, ghiaioni, ghiacciai, firn).

## Realizzazione
La statistica della superficie viene realizzata ogni 12 anni dal 1979. La statistica è avviata nell'anno successivo allo scatto delle fotografie aeree ed è disponibile entro due anni dal momento degli scatti. L'Ufficio federale di topografia scatta le fotografie aeree a intervalli di sei anni (1979/85, 1992/97, 2004/09).